# Dinosaurs! - A Fun-Filled Trip Back in Time!
Dinosaurios! - Un viaje lleno de diversión en el tiempo es un cortometraje del año 1987. Está protagonizada por Fred Savage como un estudiante llamado Phillip, que da un informe a la clase sobre los dinosaurios, con la ayuda de una pizarra animada y con dinosaurios de plastilina.
Originalmente creada en 1980, cuando era conocida simplemente como Dinosaur, la animación con plastilina de 17 minutos por Vinton Studios, más tarde sería utilizada para este vídeo de 1987. 
Dinosaurs! Fue diseñada como una película educativa para que los niños sepan más sobre la vida en la prehistoria.

## Sinopsis
El vídeo comienza con un joven llamado Phillip (interpretado por Fred Savage) sentado en su habitación, escuchando música a todo volumen, y luchando para encontrar una idea para un informe sobre un tema de ciencias. Mientras lucha por encontrar algunas ideas, molesta a su madre (fuera de pantalla) con sus ruidosa música, una canción se reproduce de pronto en su equipo de sonido, titulada "Mente Mesozoica", y la canción le proporciona una inspiración para su informe: DINOSAURIOS!
Phillip se queda dormido y tiene un sueño donde descubre cosas asombrosas sobre estos magníficos animales y sus 160 millones de años de existencia en la tierra es probablemente la más fascinante especulación que existe. Phillip entonces termina su informe y lo presenta a la clase. El informe de la clase se cubre a través de una animación con plastilina.
- Datos: Q5278682